# Macintosh Quadra 800
A Macintosh Quadra 800 asztali számítógépet az Apple gyártotta és forgalmazta 1993. február 10. és 1994. március 14. között 13 hónapon keresztül. A Macintosh Quadra 800 a Macintosh Quadra számítógép-családba tartozott.

## Története
A Quadra 800-at az Apple akkor második legfontosabb piacán, Japánban mutatta be egyszerre a Macintosh Color Classic, Macintosh LC III, Centris 610 és 650, Macintosh és a PowerBook 165c gépekkel, az Apple történetében ez volt az egyik legtöbb számítógépet bemutató rendezvény.
A Quadra 800 – 33 MHz-es Motorola 68040, 230 MB merevlemez (opcionálisan 500 MB vagy 1 GB), 8 MB RAM (opcionálisan 24 MB), 512 kB videó RAM (opcionálisan 1 MB) és három NuBus – ára 4679 dollár volt. Ez volt az első teljesen új Quadra a 700 és a 900/950 óta. A korábbi középkategóriás 700-as nem sokkal a 800-as bevezetése után megszűnt, a 800-t a 950 alá pozícionálták. A 950-hez képest fele áron debütáló 800-asban ugyanaz a 33 MHz-es Motorola 68040 processzor volt, mint a 950-ben, de 70 ns-os interleave RAM-ja, valamint továbbfejlesztett videórendszere és SCSI busza lehetővé tette, hogy felülmúlja a 950-et.
A toronyház azonban kisebb volt és sokkal nehezebben hozzáférhető, így sokan az Apple minden idők egyik legrosszabb házának tartották.
A Quadra 800 gyártása 1994 márciusában megszűnt, az utód a PowerPC-alapú Power Macintosh 8100 lett. Mind a 8100, mind az utódja, a Power Macintosh 8500, a Quadra 800 házat használta csakúgy, mint a Power Macintosh 7200 európai verziója, amit Power Macintosh 8200 néven forgalmazott az Apple. A ház magasabb, erősen módosított változatát a Power Macintosh 9500-hoz is használták.

## Technikai leírás
A bézs színű gép súlya 10,9 kg, magassága 356 mm, szélessége 196 mm és mélysége 400 mm volt. A Quadra 800 számítógépet egymagos 33 MHz-es Motorola 68040 processzor vezérelte (L2 cache: 8kB),  A teljesítményt integrált FPU co-processzor növelte. A gép bemutatásakor az alapkiépítésben 8MB (60ns) memóriát tartalmazott, maximálisan 136MB (60ns) kezelésére volt képes a gyári specifikáció szerint, a bővítéshez 4 hely (slot) állt rendelkezésre. A számítógépnek nem volt saját kijelzője. Az adatokat a 230 MB belső merevlemezre lehetett elmenteni. Külső adattárolási lehetőséget az 1,44-es hajlékonylemez meghajtó (floppy-drive) kínált. Adatok beolvasását tette lehetővé a kétszeres sebességű CD-olvasó. A gépet System 7.1 operációs rendszerrel szállította az Apple.  Csatlakozók: egy AAUI-15, két ADB, két soros port, egy DB-25 SCSI-hoz, kijelzőhöz egy DB-15, egy 3,5 mm-es jack audió bemenet, egy 3,5 mm-es jack audió kimenet. 3xNuBus, Egy PDS eszköz beépítéséhez alakítottak ki helyet.

## A számítógép adatai
A táblázat nem tartalmazza az összes műszaki paramétert. Az egyes modelleknél a bemutatáskor érvényes adatokat soroljuk fel, a későbbi frissítéseket nem. Az eszköz technikai paraméterei a MacTracker alkalmazásból származnak.
| Gép nevebemutatva kivezetve               | Méretmagasság szélesség mélység súlySzín | Processzorprocesszor órajel, mag L1 és L2 cache társprocesszor | Háttértármerevlemezkülső adathordozó | Eredeti operációs rendszer | Memóriaalap max. @sebességhely | Kijelzőmérete felbontása | Grafikakártyamemória kimenet | CsatlakozókEthernet, ADB, soros, SCSI, párhuzamos, FDD, kijelző, hang be/ki, belső mikrofon, hangszóró                                             | Bővíthetőségkártyahelybelső öbölkülső csatlakozó |
| ----------------------------------------- | ---------------------------------------- | -------------------------------------------------------------- | ------------------------------------ | -------------------------- | ------------------------------ | ------------------------ | ---------------------------- | --- | ------------------------------------------------ |
| Quadra 8001993. febr. 10. 1994. márc. 14. | 356 mm 196 mm 400 mm 10,9 kg bézs        | Motorola 68040 @33 MHz és 1 mag L1 8kB, integrált FPU          | 230MB HDD 2xCD-ROM 1,44 floppy       | System 7.1                 | 8MB max: 136MB @60ns4 hely     | nincs kijelző            | 512kB 1 DB–15                | * AAUI-15 (Ethernet) * 2 ADB * 2 soros * 1 D–25 (SCSI) * 1 DB-15 (külső monitor) * 1 3,5 jack audió be * 1 3,5 jack audió ki * beépített hangszóró | * 3 NuBus * 1 PDS* SCSI (külső)                  |

## Macintosh Quadra számítógépek az időben
| A Macintosh Quadra számítógépek idővonalon |
| --- |
| A színek kezdete a bemutató időpontja, a forgalmazás több esetben is hónapokkal később kezdődött. Megeshet, hogy egy csík végét kitakarja egy másik csík eleje. Előfordul, hogy a gyártás befejezését követően még egy ideig forgalomban marad a gép adott verziója. |